# Åke Holmberg
Åke Robert Holmberg (31. května 1907, Stockholm – 9. září 1991 tamtéž) byl švédský spisovatel a překladatel z dánštiny. Psal knihy pro děti a mládež, známá je jeho série knih o soukromém detektivovi Ture Sventonovi. V roce 1967 mu byla udělena Cena Astrid Lindgrenové.

## Literární dílo
- Skuggornas hus (1946)
- Ett äventyr i Stockholm (1946)
- Gritt. Flickan som ägde en van Gogh (1947)
- Kaj i kungens kök (1947)
- Du kanske lyckas, Gritt (1948)
- Ture Sventon, privatdetektiv (1948)
- Ture Sventon i öknen (1949)
- Historien om Gritt (1949)
- Ture Sventon i London (1950)
- Ture Sventon i guldgrävarens hus (1952)
- Fröken Tulpan (1952)
- Ture Sventon i Paris (1953)
- Ture Sventon i Stockholm (1954)
- Ture Sventon och Isabella (1955)
- Sverige söderut med Stina och Anders (1956)
- Sverige norrut med Stina och Anders (1957)
- Stina och Anders på Västkusten (1958)
- Herr Olssons galoscher (1958)
- Det var en gång (1960)
- Leksaksfönstret (1962)
- Ture Sventon i spökhuset (1965)
- Lilla spöket (1965)
- Lilla spökets julafton (1967)
- En frukost i Aquileia (1967)
- Tågresan (1968)
- Ture Sventon i varuhuset (1968)
- Då fick jag en idé, sa Mårten (1969)
- Flygresan (1970)
- Monstret (1971)
- Båtresan (1973)
- Ture Sventon i Venedig (1973)
- Ballongresan (1975)